# Sandra Valužytė
Sandra Valužytė, po mężu Linkevičienė  (ur. 1 lutego 1982 w Kretyndze) – litewska koszykarka, występująca na pozycjach rozgrywającej lub rzucającej, reprezentantka kraju. Po zakończeniu kariery zawodniczej trenerka koszykarska, od 2024 trenerka Kibirkšties-MRU Wilno.

## Osiągnięcia
Na podstawie, o ile nie zaznaczono inaczej..

### Drużynowe
- Mistrzyni:
  - Ligi Bałtyckiej (2000–2008)
  - Rosji (2012)
  - Litwy (2000–2008, 2015)[3][4][5]
- 3. miejsce w:
  - Eurolidze (2005, 2012)
  - Eurocup (2009, 2010)
- 4. miejsce w Eurolidze (2006)
- Brązowa medalistka mistrzostw Polski (2016)
- Zdobywczyni Pucharu Litwy (2015)[5]
- Finalistka Pucharu Polski (2016)
- Uczestniczka międzynarodowych rozgrywek:
  - Euroligi (2000–2008, 2011/2012)
  - Eurocup (2008–2011, 2014/2015)
  - Pucharu Ronchetti (1999/2000)

### Indywidualne
(* – nagrody przyznane przez portal eurobasket.com)
- Najlepsza*:
  - zawodniczka krajowa ligi litewskiej (2006)[3]
  - zawodniczka występująca na pozycji obronnej ligi litewskiej (2006, 2007)[3][4]
- Zaliczona do*:
  - I składu:
    - ligi litewskiej (2006, 2007, 2015)[3][4][5]
    - zawodniczek krajowych ligi litewskiej (2006, 2007)[3][4]

### Reprezentacja
Seniorska
- Uczestniczka:
  - mistrzostw:
    - świata (2002 – 11. miejsce, 2006 – 6. miejsce)
    - Europy (2005 – 4. miejsce, 2007 – 6. miejsce, 2009 – 11. miejsce, 2011 – 7. miejsce, 2015 – 8. miejsce)

  - kwalifikacji do mistrzostw Europy (2001, 2003, 2005, 2009, 2011, 2013, 2017)

Młodzieżowe
- Uczestniczka:
  - mistrzostw:
    - świata U–19 (2001 – 8. miejsce)
    - Europy U–18 (2000 – 4. miejsce)

  - kwalifikacji do mistrzostw Europy:
    - U–18 (2000)
    - U–20 (2000, 2002)